# Monastère de Théodose
Le monastère de Théodose le Grand est historiquement le  premier monastère, ou laure, de moines cénobites en Palestine. Il se trouve à onze kilomètres à l'est de Bethléem dans le désert de Juda qui fait partie du territoire actuel de la Cisjordanie.

## Historique
Ce monastère a été fondé en l'an 476 par saint Théodose le Grand, près d'une grotte où selon la Tradition les rois mages se sont reposés au retour de l'Adoration de l'Enfant Jésus (Matth. 2, 12). Le monastère est dédié à la Mère de Dieu. Pendant la période de son rayonnement le plus intense (VIe siècle - début du VIIe siècle), le monastère de Théodose accueillait environ sept cents personnes. Les moines vivaient selon la règle de saint Basile.
Le monastère a existé jusqu'au début du XVIe siècle, date à laquelle il a été détruit par les Turcs et n'a subsisté qu'à l'état de ruines.
Le patriarcat de Jérusalem a racheté la parcelle de terre sur laquelle se trouve le monastère en 1898 et a fait procéder à une reconstruction qui s'est déroulée en plusieurs étapes de 1914 à 1952. La grotte du monastère a été conservée. C'est ici que se trouve la tombe de Jean Moschus et d'autres saints de l'Église du temps des Pères. La dépouille de saint Théodose le Grand, quant à elle, a été transférée au Saint-Sépulcre.
Le monastère restauré abrite aujourd'hui une communauté féminine orthodoxe grecque.
C'est l'higoumène Daniel qui, le premier, a décrit le monastère de Théodose, en langue russe au début du XIIe siècle.